# Габор Балог
Габор Балог (Бекешчаба, 2. септембар 1990) мађарски је пливач чија ужа специјалност су трке леђним стилом. Троструки је мађараски олимпијац.

## Спортска каријера
Успешну међународну пливачку каријеру је започео 2007. освајањем две бронзане медаље на европском јуниорском првенству у Антверпену, односно освајањем сребра на 200 леђно годину дана касније на истом такмичењу у Београду. У децембру 2007. је дебитовао и у конкуренцији сениора такмичећи се на Европском првенству у малим базенима у Дебрецину.
Највеће успехе у сениорској каријери постизао је на европским првенствима, са којих има освојене три бронзане медаље. Такмичио се и на светским првенствима у Барселони 2013. (9. место у полуфиналу трке на 200 леђно), Казању 2015, Будимпешти 2017. и Квангџуу 2019. године (18. место на 50 леђно).
Балог је био део мађарског олимпијског тима на три узастопне Олимпијаде, у Пекингу 2008, Лондону 2012. и Рију 2016. године, а најбољи резултат је остварио на Играма у Лондону где је успео да се пласира у полуфинале трке на 200 леђно (11. место).